# I liga polska w rugby (1968)
I liga polska w rugby (1968) – dwunasty sezon najwyższej klasy ligowych rozgrywek klubowych rugby union w Polsce. Tytuł mistrza Polski obroniła Skra Warszawa, drugie miejsce zajął Orzeł Warszawa, a trzecie Lechia Gdańsk.

## Uczestnicy rozgrywek
Do rozgrywek I ligi przystąpiło w tym sezonie tych samych 7 drużyn, które brały udział w rozgrywkach poprzedniego sezonu: Skra Warszawa, Orzeł Warszawa, Lechia Gdańsk, Posnania Poznań, Czarni Bytom, Polonia Poznań i Ogniwo Sopot.

## Przebieg rozgrywek
Rozgrywki toczyły się w systemie wiosna–jesień, każdy z każdym, mecz i rewanż.
Wyniki spotkań:
|                 | Skra Warszawa | Orzeł Warszawa | Lechia Gdańsk | Posnania Poznań | Czarni Bytom | Polonia Poznań | Ogniwo Sopot |
| Skra Warszawa   | –             | 11:3           | 16:0          | 9:0 (wo)        | 20:5         | 54:14          | 31:0         |
| Orzeł Warszawa  | 9:17          | –              | 14:11         | 27:8            | 19:6         | 9:0 (wo)       | 58:0         |
| Lechia Gdańsk   | 14:6          | 3:22           | –             | 11:3            | 8:6          | 3:3            | 22:8         |
| Posnania Poznań | 3:16          | 6:16           | 19:20         | –               | 6:11         | 8:0            | 16:6         |
| Czarni Bytom    | 6:6           | 11:11          | 6:8           | 3:6             | –            | 11:8           | 9:0 (wo)     |
| Polonia Poznań  | 9:20          | 6:5            | 9:8           | 11:12           | 0:15         | –              | 9:6          |
| Ogniwo Sopot    | 3:23          | 6:20           | 6:3           | 5:3             | 11:9         | 6:6            | –            |

Tabela końcowa:
| Pozycja | Drużyna         | Punkty razem | Bilans punktów |
| ------- | --------------- | ------------ | -------------- |
| 1       | Skra Warszawa   | 33           | 229:66         |
| 2       | Orzeł Warszawa  | 29           | 213:85         |
| 3       | Lechia Gdańsk   | 25           | 111:118        |
| 4       | Czarni Bytom    | 22           | 98:103         |
| 5       | Posnania Poznań | 19           | 90:135         |
| 6       | Polonia Poznań  | 19           | 75:157         |
| 7       | Ogniwo Sopot    | 19           | 57:209         |

## Inne rozgrywki
W rozgrywanych w tym sezonie mistrzostwach Polski juniorów zwycięstwo odniosła także Skra Warszawa.